# Petrovski (république de Carélie)
Petrovski (en russe : Петровское сельское поселение, Petrovskoje selskoje poselenije) est une municipalité rurale du raïon de Kontupohja en république de Carélie.

## Géographie
Son village central Munjärvenlahti, est situé sur la rive ouest du lac Munjärvi, à 39 km à l'ouest de Kontupohja.
La municipalité de Petrovski a une superficie de 1 183 km2.
Petrovski est bordé au nord par Hirvas du raïon de Kontupohja, à l'est par Kentjärvi, au sud par Kurort, Tchalna et Essoila du raïon de Priaja et par Veskelys du raïon de Suojärvi ainsi qu'a l'ouest par Naistenjärvi.
La majeure partie du territoire est boisée.
Les cours d'eau principaux de Petrovski sont les rivières Vuohtjoki (Vohta), Hirvasjoki (Girvas), Päläjoki (Pjalja), Pieni-Suunujoki (Malaja Suna), Vilkanjoki (Vilga) ja Viikšjoki (Vikša).
Ses lacs principaux sont Suunujärvi (Sundozero), Vaatšilanjärvi (Vattšelskoje), Päljärvi (Pjalozero), Munjärvi (Munozero), Säpsäjärvi (Sjaptšozero), Venjuranjärvi (Vendjurskoje), Märändys (Mjaranduksa), Urosjärvi (Uros) et Vuohtjärvi (Vohtozero).

## Démographie
Recensements (*) ou estimations de la population
| 2009 | 2013 | 2015 | 2017 |
| ---- | ---- | ---- | ---- |
| 987  | 711  | 628  | 598  |

| 2019 | 2021 | - | - |
| ---- | ---- | - | - |
| 850  | 759  | - | - |